# 胡大海

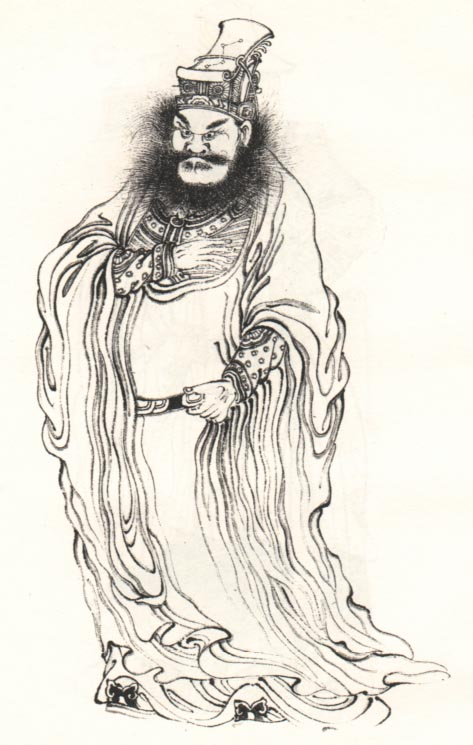
胡大海

胡 大海（こ たいかい、? - 1362年）は、元末の軍人。字は通甫（つうほ）。虹（現在の安徽省泗県）の人。朱元璋に仕えて、彼の勢力拡大に貢献した。

## 生涯
| 姓名         | 胡大海                                                          |
| 時代         | 元時代                                                          |
| 生没年       | 生年不詳 - 1362年（至正22年）                                   |
| 字・別名     | 通甫（字）                                                      |
| 本貫・出身地 | 虹（安徽省泗県）                                                |
| 職官         | 右翼統軍元帥→枢密院副判官→枢密院判官 →枢密院事→摂江淮行中書省事 |
| 爵位         | 越国公（明）                                                    |
| 諡号         | 武荘（明）                                                      |
| 陣営・所属   | （独立勢力）→朱元璋                                             |
| 家族・一族   | 子:胡某（名前不詳）、胡関住、胡徳済（養子）                     |

朱元璋の挙兵後、滁陽にて彼に会い、配下となった。前鋒を命じられ、諸将と共に各地の攻略に尽力する。その功で右翼統軍元帥となり、朱元璋の陣営を守った。副判官として鄧愈と共に徽州を攻め、州内を平定した。
1357年、苗族の楊完者が10万の兵で攻めてきた。胡大海は鄧愈との挟撃で勝利を収め、追撃によって3千人の捕虜を得た。鄧愈、李文忠と共に、建徳に攻め寄せた楊完者軍を破り、建徳を攻略し、3万人が降伏する勝利に終わった。その後、枢密院判官に進んだ。蘭渓、婺州を攻略し、枢密院事に進んだ。沈勝という男が一度降りながらも、再び朱元璋に叛いたので、胡大海はこれを破り、4千人を生け捕りにした。
紹興に移り、張士誠を破った。張士誠の将・呂珍が攻めてきたので、胡大海は救援に向かった。呂珍は城を水攻めにしていたので、胡大海は堰を奪い、逆に呂珍軍を水浸しにした。戦意を失った呂珍軍は散りぢりになった。胡大海はこれを許した。郎中の王愷が追撃を主張したが、胡大海は、軍として機能していない敵軍に追撃をかけることは武人のすることではないと退けた。これを聞いた人々は、彼の威信に感服した。耿再成と共に処州を攻めて、石抹宜孫を敗走させた。
1362年、楊完者の配下であった蔣英、劉震、李福が降伏してきた。胡大海はその驍勇ぶりを気に入り、自身の麾下に置いた。しかし、この3人は謀反を企んでいた。胡大海を八詠楼に弓矢の競技会を観覧しようと誘い、彼を連れ出した。胡大海の目の前に、蔣英の手の者が馬前に跪き、蔣英の罪状を訴えた。胡大海は答えることができず、蔣英の方を振り返った。蔣英は袖の中に隠し持っていた鉄槌で胡大海を撃った。頭を撃たれた胡大海は即死した。同行していた次子の胡関住、王愷も殺された。蔣英は城内を略奪しつくしたのち逃走した。
死後、越国公に追封され、武荘と諡された。功臣廟に肖像を奉られた。

## 人物・逸話
- 背が高く、知力は人より優れていた。用兵も巧みであり、数々の戦いで勝利に貢献した。
- 常々、「私は武人であり、学問のことは分からない。しかし、3つの事柄は知っている。1つ、むやみに人を殺さないこと。2つ、婦女を奪い取らないこと。3つ、家を燃やさないこと」と語っていた。率いる軍は、略奪暴行を行わないので、遠近の者たちは相次いでこれに服した。胡大海の死を聞いて、涙を流さない者はいなかった。
- 至る所で常に豪傑や俊才を求めていた。劉基、宋濂、葉琛、章溢が朱元璋についたのは、胡大海の招請によるものである。
- 朱元璋が禁酒令を出していたが、胡大海の長子がこれを破った。朱元璋は怒り、刑を執行しようとした。このとき、胡大海は紹興へ転戦中であった。都事の王愷が刑の執行を諌めるが、朱元璋は「胡大海がこの件で自分に叛いたとしても、わが法令を疎かにはできない」として、胡大海の長子を自ら処刑した。次子の胡関住は胡大海と共に殺されたので、直系の後継は絶えてしまったので、養子の胡徳済が後を継いだ。
- 白寿彝の著書『中国通史』によると、胡大海は回族であると記している。